# De Oude Molen (Colijnsplaat)
De Oude Molen is een korenmolen in het Nederlandse dorp Colijnsplaat.
Deze korenmolen is waarschijnlijk gebouwd in 1727, ter vervanging van een eerdere standerdmolen op dezelfde plaats. De molen, met een gevlucht van 25 meter, is sinds 1959 voorzien van een stroomlijnsysteem en remkleppen volgens van Riet op de binnenroede. Dit systeem is bij vervanging van de roeden in 1999 gehandhaafd. In de molen bevinden zich twee koppels maalstenen.
De Korenbloem ·
Landzigt ·
Nooit Gedacht (De Nieuwe Molen) ·
De Onderneming ·
De Oude Molen